# Мужская сборная Чехословакии по водному поло
Мужская сборная Чехословакии по водному поло — национальная ватерпольная команда, до 1993 года представлявшая Чехословакию на международной арене. Управляющей организацией являлась Ассоциация любительского плавания Чехословакии (чеш. Československý amatérsky plavecký zväz, ČsAPZ). Начиная с 1993 года, соответственно разделению страны, разделилась на сборные Чехии и Словакии.

## Результаты выступлений

### Олимпийские игры
| Год        | Место          | И              | В              | Н              | П              | ГЗ             | ГП             | +/-            |
| ---------- | -------------- | -------------- | -------------- | -------------- | -------------- | -------------- | -------------- | -------------- |
| 1900—1912  | не участвовали | не участвовали | не участвовали | не участвовали | не участвовали | не участвовали | не участвовали | не участвовали |
| 1920       | 20             | 2              | 0              | 0              | 2              | 0              | 18             | -18            |
| 1924       | 6              | 4              | 2              | 0              | 2              | 11             | 15             | -4             |
| 1928       | 10             | 1              | 0              | 0              | 1              | 2              | 4              | -2             |
| 1932       | не участвовали | не участвовали | не участвовали | не участвовали | не участвовали | не участвовали | не участвовали | не участвовали |
| 1936       | 11             | 3              | 1              | 0              | 2              | 7              | 12             | -5             |
| 1948—1988  | не участвовали | не участвовали | не участвовали | не участвовали | не участвовали | не участвовали | не участвовали | не участвовали |
| 1992       | 12             | 7              | 0              | 0              | 7              | 49             | 82             | -33            |
| 1956—н. в. | не участвовали | не участвовали | не участвовали | не участвовали | не участвовали | не участвовали | не участвовали | не участвовали |

### Чемпионаты Европы
| Год        | Место          | И              | В              | Н              | П              | ГЗ             | ГП             | +/-            |
| ---------- | -------------- | -------------- | -------------- | -------------- | -------------- | -------------- | -------------- | -------------- |
| 1926       | не участвовали | не участвовали | не участвовали | не участвовали | не участвовали | не участвовали | не участвовали | не участвовали |
| 1927       | 7              | 3              | 1              | 0              | 2              | 5              | 13             | -8             |
| 1931       | 5              | 6              | 2              | 0              | 4              | 11             | 16             | -5             |
| 1934       | 8              | 6              | 1              | 1              | 4              | 13             | 21             | -8             |
| 1938       | не участвовали | не участвовали | не участвовали | не участвовали | не участвовали | не участвовали | не участвовали | не участвовали |
| 1947       | 9              | 2              | 0              | 0              | 2              | 2              | 7              | -5             |
| 1950—1962  | не участвовали | не участвовали | не участвовали | не участвовали | не участвовали | не участвовали | не участвовали | не участвовали |
| 1966       | 14             | 7              | 2              | 0              | 5              | 28             | 27             | +1             |
| 1970—1987  | не участвовали | не участвовали | не участвовали | не участвовали | не участвовали | не участвовали | не участвовали | не участвовали |
| 1989       | 7              | 7              | 4              | 0              | 3              | 62             | 58             | +4             |
| 1991       | 10             | 7              | 2              | 0              | 5              | 82             | 103            | -21            |
| 1993—н. в. | не участвовали | не участвовали | не участвовали | не участвовали | не участвовали | не участвовали | не участвовали | не участвовали |